# Odocoileus hemionus californicus
Il cervo mulo della California è una sottospecie californiana del cervo mulo, come testimoniato dal suo nome scientifico (Odocoileus hemionus californicus). Si distingue da Odocoileus hemionus columbianus grazie alla modalità di crescita dei palchi.